# 宿蹄盖蕨
宿蹄盖蕨（学名：Athyrium anisopterum）为蹄盖蕨科蹄盖蕨属下的一个种。

## 扩展阅读
- 維基物種上的相關：宿蹄盖蕨